# Hospice de l'Évêché
Hospice de l'Évêché byla budova, která patřila pařížskému arcibiskupství a byla součástí arcibiskupského paláce. Nacházela se v Paříži na ostrově Cité v prostoru Square Jean-XXIII. Za Francouzské revoluce sloužila jako věznice. Budova byla zbořena v 19. století.

## Historie
Podlouhlá budova ve tvaru písmene L se nacházela na dnešním Square Jean-XXIII mezi katedrálou Notre-Dame a mostem Pont au Change. Během období Hrůzovlády byla přeměněna na vězeňskou nemocnici. Byli zde internovány také ženy, které o sobě tvrdily, že jsou těhotné. Vyšetření prováděli dva lékaři a porodní asistentka. Pokud nebylo těhotenství potvrzeno, ať už proto, že bylo vymyšlené, nebo protože bylo příliš krátké na to, aby ho bylo možné s jistotou potvrdit, byla odsouzená popravena druhého dne. To byl případ Olympy de Gouges nebo Alžběty Filipíny Francouzské.
Vězení bylo zbořeno v 19. století.